# Омельницька сільська рада (Онуфріївський район)
| Омельницька сільська рада — колишній орган місцевого самоврядування у Онуфріївському районі Кіровоградської області з адміністративним центром у с. Омельник. Сільській раді підпорядковані населені пункти: \| № \| Назва \| Тип \| Рік заснування \| Висота над рівнем моря \| Площа км² \| Населення (2001), чол. \| \| - \| --------- \| ---- \| -------------- \| ---------------------- \| --------- \| ---------------------- \| \| 1 \| Байдакове \| село \| \| 127 \| \| 116 \| \| 2 \| Омельник \| село \| \| 105 \| \| 756 \| |           |      |                |                        |           |                        |
| № | Назва     | Тип  | Рік заснування | Висота над рівнем моря | Площа км² | Населення (2001), чол. |
| 1 | Байдакове | село |                | 127                    |           | 116                    |
| 2 | Омельник  | село |                | 105                    |           | 756                    |

## Склад ради
Рада складається з 12 депутатів та голови.

### Керівний склад ради
| ПІБ                     | Основні відомості                                                 | Дата обрання | Дата звільнення |
| ----------------------- | ----------------------------------------------------------------- | ------------ | --------------- |
| Єгоян Льова Лукашенович | Сільський голова, 1962 року народження, освіта                    | 26.03.2006   | 31.10.2010      |
| Єгоян Льова Лукашенович | Сільський голова, 1962 року народження, освіта вища, безпартійний | 31.10.2010   |                 |

Примітка: таблиця складена за даними джерела

## Населення
Згідно з переписом УРСР 1989 року чисельність наявного населення сільської ради становила 969 осіб, з яких 417 чоловіків та 552 жінки.
За переписом населення України 2001 року в сільській раді мешкали 873 особи.

### Мова
Розподіл населення за рідною мовою за даними перепису 2001 року:
| Мова       | Відсоток |
| ---------- | -------- |
| українська | 90,02 %  |
| російська  | 7,91 %   |
| вірменська | 1,03 %   |
| угорська   | 0,46 %   |
| білоруська | 0,23 %   |
| молдовська | 0,23 %   |